# Françoise Gilot
Françoise Gilot (Neuilly-sud-Seine, França, 26 de novembre de 1921 – 7 de juny de 2023, Manhattan, EUA) fou una pintora, crítica d'art i escriptora francesa. El 1973 fou nomenada directora d'art de la revista acadèmica Virginia Woolf Quarterly. El 1976 entrà en la junta del Departament de Belles Arts de la Universitat del Sud de Califòrnia. Va rebre la medalla de la Legió d'Honor, una de les majors distincions franceses. Se la coneix també per haver sobreviscut a deu durs anys de relació amb Pablo Picasso.
Fou filla d'Emile i Madeleine Renoult-Gilot. Son pare era empresari i sa mare aquarel·lista. El pare, molt estricte, volia que Gilot fé estudis d'advocada, però sa mare, quan va manifestar el seu interés per l'art, li ensenyà a pintar. Va estudiar filosofia i literatura anglesa a la Universitat de Cambridge i a l'Institut de la Universitat de Londres a París. El seu pare la instà perquè acabara els estudis de llei internacional a Rennes. Gilot no acudia a les classes per poder dedicar aquest temps a estudiar art, i als dinou anys va abandonar la carrera definitivament per dedicar-se a pintar.

## Obra literària
- Vida amb Picasso (amb Carlton Lake), McGraw-Hill, 1964, ISBN 9788493803483 9788493803483 9788493803483
- Sur la Pierre (poems and lithographs), Montcalm Gallery, 1972
- Le Regard et son Masque, Calmann-Levy, 1975, ISBN 978-2702100929 978-2702100929 978-2702100929
- The Fugitive Eye (poems and drawings), Premsa Aeolia, 1976, ISBN 978-0893630249 978-0893630249 978-0893630249
- Interface: The Painter and the Mask, Premsa de la Califòrnia State Univertsity, 1983, ISBN 978-0912201030 978-0912201030 978-0912201030
- An Artist's Journey, The Atlantic Monthly Press, 1987, ISBN 978-0871132154 978-0871132154 978-0871132154
- Matisse & Picasso, A Friendship in Art, Doubleday, 1990, ISBN 978-0747507604 978-0747507604 978-0747507604
- 1946, Picasso et la Mediterranee retrouvee (amb Maurice Frechuret), Gregoire Gardette Editions, 1996, ISBN 978-2909767086 978-2909767086 978-2909767086
- Françoise Gilot. Monographie 1940-2000 (amb with Mel Yoakum, Tesi Doctoral), Acatos, 2000, ISBN 978-2940033362 978-2940033362 978-2940033362
- Dans L'Arene avec Picasso (amb Annie Maillis), Editions Indigene, 2004, ISBN 978-2911939471 978-2911939471 978-2911939471
- Françoise Gilot - treballs 1984-2010, ArtAcatos, 2011